# ناچو (بازیکن فوتبال)
خوزه ایگناسیو فرناندز ایگلسیاس (به اسپانیایی: José Ignacio Fernández Iglesias) (متولد ۱۸ ژانویه ۱۹۹۰) معروف به ناچو بازیکن فوتبال اهل اسپانیا است که برای باشگاه القادسیه عربستان و تیم ملی فوتبال اسپانیا بازی می‌کند 

## آمار باشگاهی
تا تاریخ ۱۱ مارس  ۲۰۲۴
| عملکرد     | عملکرد      | عملکرد     | لیگ    | لیگ    | جام        | جام        | قاره‌ای | قاره‌ای | سایر | سایر | مجموع | مجموع |
| فصل        | باشگاه      | لیگ        | بازی   | گل     | بازی       | گل         | بازی   | گل     | بازی | گل   | بازی  | گل    |
|            |             |            | لالیگا | لالیگا | کوپا دل ری | کوپا دل ری | اروپا  | اروپا  | دیگر | دیگر | مجموع | مجموع |
| ---------- | ----------- | ---------- | ------ | ------ | ---------- | ---------- | ------ | ------ | ---- | ---- | ----- | ----- |
| ۲۰۱۰–۲۰۱۱  | رئال مادرید | لالیگا     | ۲      | ۰      | ۰          | ۰          | ۰      | ۰      | ۰    | ۰    | ۲     | ۰     |
| ۲۰۱۱–۲۰۱۲  | رئال مادرید | لالیگا     | ۰      | ۰      | ۱          | ۰          | ۰      | ۰      | ۰    | ۰    | ۱     | ۰     |
| ۲۰۱۲–۲۰۱۳  | رئال مادرید | لالیگا     | ۹      | ۰      | ۳          | ۰          | ۱      | ۰      | ۰    | ۰    | ۱۳    | ۰     |
| ۲۰۱۳–۲۰۱۴  | رئال مادرید | لالیگا     | ۱۲     | ۰      | ۴          | ۰          | ۳      | ۰      | ۰    | ۰    | ۱۹    | ۰     |
| ۲۰۱۴–۲۰۱۵  | رئال مادرید | لالیگا     | ۱۴     | ۱      | ۲          | ۰          | ۶      | ۰      | ۰    | ۰    | ۲۲    | ۱     |
| ۲۰۱۵–۲۰۱۶  | رئال مادرید | لالیگا     | ۱۶     | ۰      | ۱          | ۰          | ۵      | ۱      | ۰    | ۰    | ۲۲    | ۱     |
| ۲۰۱۶–۲۰۱۷  | رئال مادرید | لالیگا     | ۲۸     | ۲      | ۵          | ۱          | ۴      | ۰      | ۲    | ۰    | ۳۹    | ۳     |
| ۲۰۱۷–۲۰۱۸  | رئال مادرید | لالیگا     | ۲۷     | ۳      | ۶          | ۰          | ۸      | ۱      | ۱    | ۰    | ۴۲    | ۴     |
| ۲۰۱۸–۲۰۱۹  | رئال مادرید | لالیگا     | ۲۰     | ۰      | ۵          | ۰          | ۵      | ۰      | ۰    | ۰    | ۳۰    | ۰     |
| ۲۰۱۹–۲۰۲۰  | رئال مادرید | لالیگا     | ۶      | ۱      | ۳          | ۱          | ۱      | ۰      | ۰    | ۰    | ۱۰    | ۲     |
| ۲۰۲۰–۲۰۲۱  | رئال مادرید | لالیگا     | ۲۴     | ۱      | ۰          | ۰          | ۸      | ۰      | ۱    | ۰    | ۳۳    | ۱     |
| ۲۰۲۱–۲۰۲۲  | رئال مادرید | لالیگا     | ۲۸     | ۳      | ۳          | ۰          | ۹      | ۰      | ۲    | ۰    | ۴۲    | ۳     |
| ۲۰۲۲–۲۰۲۳  | رئال مادرید | لالیگا     | ۲۷     | ۱      | ۵          | ۰          | ۸      | ۰      | ۴    | ۰    | ۴۴    | ۱     |
| ۲۰۲۳–۲۰۲۴  | رئال مادرید | لالیگا     | ۲۰     | ۰      | ۲          | ۰          | ۸      | ۰      | ۲    | ۰    | ۳۲    | ۰     |
| مجموع آمار | مجموع آمار  | مجموع آمار | ۲۳۲    | ۱۲     | ۴۰         | ۲          | ۶۶     | ۲      | ۱۲   | ۰    | ۳۵۱   | ۱۶    |

### آمار پاس گل
| فصل       | تیم        | پاس گل |
| --------- | ---------- | ------ |
| ۲۰۱۰–۲۰۱۱ | رئال‌مادرید | ۰      |
| ۲۰۱۱–۲۰۱۲ | رئال‌مادرید | ۰      |
| ۲۰۱۲–۲۰۱۳ | رئال‌مادرید | ۰      |
| ۲۰۱۳–۲۰۱۴ | رئال‌مادرید | ۱      |
| ۲۰۱۴–۲۰۱۵ | رئال‌مادرید | ۱      |
| ۲۰۱۵–۲۰۱۶ | رئال‌مادرید | ۰      |
| ۲۰۱۶–۲۰۱۷ | رئال‌مادرید | ۴      |
| ۲۰۱۷–۲۰۱۸ | رئال‌مادرید | ۰      |
| ۲۰۱۸–۲۰۱۹ | رئال‌مادرید | ۱      |
| ۲۰۱۹–۲۰۲۰ | رئال‌مادرید | ۰      |
| مجموع     | مجموع      | ۷      |

## آمار ملی

### بازی‌های ملی
تا تاریخ ۱۸ ژوئن ۲۰۲۳
| اسپانیا | اسپانیا | اسپانیا |
| سال     | بازی    | گل      |
| ------- | ------- | ------- |
| ۲۰۱۳    | ۱       | ۰       |
| ۲۰۱۵    | ۱       | ۰       |
| ۲۰۱۶    | ۵       | ۰       |
| ۲۰۱۷    | ۷       | ۰       |
| ۲۰۱۸    | ۸       | ۱       |
| ۲۰۲۳    | ۲       | ۰       |
| مجموع   | ۲۴      | ۱       |

### گل‌های ملی
| شماره | تاریخ        | میزبان | بازی ملی | حریف   | نتیجه | رقابت                |
| ----- | ------------ | ------ | -------- | ------ | ----- | -------------------- |
| ۱     | ۱۵ ژوئن ۲۰۱۸ | سوچی   | ۱۸       | پرتغال | ۳–۳   | جام جهانی ۲۰۱۸ روسیه |

## افتخارات

### رئال مادرید کاستیا
- سگوندا دیویسیون بی: ۲۰۱۱–۲۰۱۲

### رئال مادرید
- لا لیگا: ۱۲–۲۰۱۱، ۱۷–۲۰۱۶، ۲۰–۲۰۱۹، ۲۲–۲۰۲۱
- کوپا دل ری: ۱۴–۲۰۱۳  ۱۲-۲۰۱۱  ۲۰۲۳-۲۰۲۲
- سوپرجام اسپانیا: ۲۰۱۲، ۲۰۱۷، ۲۰–۲۰۱۹، ۲۰۲۱,۲۰۲۳
- لیگ قهرمانان اروپا: ۱۴–۲۰۱۳، ۱۶–۲۰۱۵، ۱۷–۲۰۱۶، ۱۸–۲۰۱۷، ۲۰۲۱–۲۲، ۲۴-۲۰۲۳
- سوپر جام اروپا: ۲۰۱۴، ۲۰۱۶، ۲۰۱۷، ۲۰۲۲
- جام باشگاه‌های جهان: ۲۰۱۴، ۲۰۱۶، ۲۰۱۷، ۲۰۱۸، ۲۰۲۲

ملی
۲۰۰۷:قهرمان زیر۱۷سال اروپا
۲۰۰۷:قهرمان زیر۱۷سال جهان
۲۰۱۳:قهرمان زیر۲۱سال اروپا
۲۰۲۳: قهرمان لیگ ملت های اروپا
۲۰۲۴: قهرمان جام ملت های اروپا